# André de Córdoba
André de Córdoba, (en espagnol : Andrés de Córdoba), né en Espagne - décédé en Nouvelle-Espagne, est un missionnaire laïc espagnol du XVIe siècle appartenant au Tiers-Ordre franciscain qui accompagna Martin de Valencia et ses compagnons en Nouvelle-Espagne. Il est l'un des membres du groupe dit des Douze Apôtres du Mexique. 

## Biographie
Membre du Tiers-Ordre franciscain, il est choisi en 1523 pour faire partie du groupe de missionnaires envoyé en Nouvelle-Espagne pour y commencer l'évangélisation du Nouveau Monde. 
Arrivé à Mexico en 1524 il est missionné dès 1525 pour seconder Antoine Ortiz et Martin de Coruña. Il est chargé de piloter la construction du couvent et d'une église à Tzintzuntzan, le tout consacré à sainte Anne. Cette première implantation servira de quartier général des Franciscains dans la région. De ce couvent partiront les missionnaires à la rencontre des indigènes. Quantité de maisons et de chapelles construites par la suite dépendront de la mission, la mission franciscaine fonctionnant en réseau. 
En 1527, il est missionné pour suivre la construction d'une église à Etzatlán, cette église prendra le nom de l'Immaculée Conception d'Etzatlán et est alors desservie par Martin de Coruña. En 1534 adjacent à l'église un nouveau couvent franciscain est bâti. Autour de ce couvent naîtra la ville moderne d'Etzatlán.